# Résolution 351 du Conseil de sécurité des Nations unies
Membres permanents
- Chine
- États-Unis
- France
- Royaume-Uni
- URSS

Membres non permanents
- Australie
- Autriche
- RSS de Biélorussie
- Cameroun
- Costa Rica
- Indonésie
- Iraq
- Kenya
- Mauritanie
- Pérou

Résolution no 350 Résolution no 352
La résolution 351 est une résolution du Conseil de sécurité de l'ONU votée le 10 juin 1974 concernant le Bangladesh et qui recommande à l'Assemblée générale des Nations unies d'admettre ce pays comme nouveau membre.
La résolution a été adoptée sans vote.

## Contexte historique
En 1970, un énorme cyclone appelé Bhola dévaste la côte du Pakistan oriental ; le gouvernement réagit lentement. La colère de la population bengalie grandit quand Sheikh Mujibur Rahman, dont la Ligue Awami avait obtenu la majorité au Parlement aux élections de la même année, est empêché d'entrer en fonction. Après avoir mis en scène des pourparlers avec Mujibur, le président Muhammad Yahya Khan le fait arrêter la nuit du 25 mars 1971 et lance l'opération Searchlight, une attaque militaire soutenue sur le Pakistan oriental. Les méthodes employées furent très sanglantes ; la violence de la guerre provoqua la mort de nombreux civils. Parmi les cibles les plus importantes on trouve des intellectuels et des hindous ; environ dix millions de réfugiés s'enfuient en Inde. Les estimations du nombre de morts vont jusqu'à 3 millions de personnes,.
La plupart des dirigeants de la Ligue Awami quittent le pays et installent un gouvernement en exil à Calcutta, en Inde. La guerre de libération du Bangladesh dure neuf mois. La guérilla menée par les Mukti Bahini (Freedom Fighters) et les troupes bengalies sont finalement aidés par les Forces armées indiennes en décembre 1971 lors de la troisième guerre indo-pakistanaise. Sous le commandement du lieutenant général Jagjit Singh Aurora (en), l'armée de terre indienne remporte une victoire décisive sur les Pakistanais le 16 décembre, prenant plus de 90 000 prisonniers de guerre.
Après son indépendance le Bangladesh devient une démocratie parlementaire avec Mujib comme Premier ministre. Aux élections parlementaires de 1973 la Ligue Awami remporte la majorité absolue. (Issu de l'article Bangladesh).
À la suite de cette résolution ce pays est admis à l'ONU le 17 septembre 1974. Une précédente demande avait été rejetée le 25 août 1972 à la suite d'un véto de la Chine,.

## Texte
- Résolution 351 sur fr.wikisource.org
- Résolution 351 sur en.wikisource.org

### Source
- (en) Cet article est partiellement ou en totalité issu de l’article de Wikipédia en anglais intitulé « United Nations Security Council Resolution 351 » (voir la liste des auteurs).